# Língua embera setentrional
A língua Embera Setentrional, também chamada Embera Ocidental ou Cholo, é a maior das línguas embera, sendo falada em grande parte na Colômbia, mas também é o idioma principal da Região de Darién no Panamá. O idioma Emberá é dividido em dois ramos: norte e sul. Dois importantes grupos do norte são Emberá Darien e Katio. A língua Katio é falada por 10 a 20 mil pessoas, cuja taxa de alfabetização é de 1%. A língua Darien Emberá é falada por 9 a 10 mil pessoas.

## Classificação
Emberá Setentrional é um dialeto que vem de Embera e faz parte da família Chocó. A família Chocó inclui duas línguas, Waunana e o grupo dos dialetos Emberá. Os dialetos Emberá formam um continuuml com dois subgrupos definidos geograficamente: o ramo do norte contém o próprio Emberá Setentrional (assim chamado em Mortensen 1999) e o dialeto Katío.

## História
Os Waunanas e Emberás são os últimos remanescentes de um grupo maior de etnias pré-colombianas, como os Orominas, os Chancos, os Guarras, as Burrumías, cujas populações se reduziram durante o período colonial. Os achados genéticos mostram que os falantes das línguas Chocó lsão geneticamente diferenciados das tribos de língua Chibcha do norte da Colômbia e se agrupam com as populações indígenas orinoquianas e amazônicas. Waunana e Emberá compartilham um grande número de cognatos (estimados em 50% por Loewen 1960: 12), que fornecem evidências de sua origem comum. No entanto, não há evidências claras em termos de número suficiente de cognatos para uma origem comum de Chocó com outras famílias da América do Sul ou da América Central.

## Geografia
A maioria doa falantes Katio se encontram ao longo dos rios Alto Sinu, San Jorge, San Pedro e Murri, no noroeste da Colômbia, e alguns vivem no Panamá. A maioria dos falantes de Darien Embera vive no Panamá, com cerca de 2 mil habitantes no noroeste da Colômbia, no rio Atrato.

## Escrita
No alfabeto latino usado pelo Emberá não usam as letras F, H, K,L, V, X. Usam-se as formas Ã,Ch, Dj, Õ, Qu mais ʉ ʉ̃ ĩ ũ.

### Fonemas
O inventário de fonemas de Katio contém 16 consoantes (p, t, dɮ, t͡ʃ ', k, b, d, g, s, h, m, n, r, u) e 6 vogais, orais e nasais (a, e, i, o, u). O inventário de fonemas de Darien Embera contém 17 consoantes (p, t, k, b, d, dɮ, t͡ʃ ', g, s, h, z, r, t, w, j) e 6 vogais, orais e nasais (a, e, e, o, u, ɨ)

## Fonologia

### Consoantes
|             |             | Bilabial | Alveolar | Palatal | Velar | Glotal |
| ----------- | ----------- | -------- | -------- | ------- | ----- | ------ |
| Oclusiva    | plana       | p        | t        |         | k     |        |
| Oclusiva    | sonora      | b        | d        |         | ɡ     |        |
| Oclusiva    | implosiva   | ɓ        | ɗ        |         | ɠ     |        |
| Fricativa   | Fricativa   |          | s        |         |       | h      |
| Africada    | Africada    |          | t͡s       | t͡ʃ      | k͡x    |        |
| Nasal       | Nasal       | m        | n        |         |       |        |
| Rótica      | Rótica      |          | ɾ, r     |         |       |        |
| Aproximante | Aproximante | w        |          | j       |       |        |

### Vogais
|         | Anterior | Central | Posterior | Posterior |
| ------- | -------- | ------- | --------- | --------- |
| Fechada | i ĩ      |         | ɯ ɯ̃       | u ũ       |
| Medial  | e ẽ      |         | o õ       | o õ       |
| Aberta  |          | a ã     |           |           |

### SIntaxe
As línguas Chocó mostram as propriedades: ordem OV, pós-posições, verbos incorporados que precedem os verbos da matriz. No nível de frase, a ordem básica é SOV com alguma flexibilidade quando usada para fins de discurso.

#### Frase nominal
A ordem neutra na frase substantiva é: [DP D [QP [AP [NP N] A] Q]. Os determinantes (D) precedem o substantivo (N), enquanto os adjetivos (A) e quantificadores (Q) são pós-nominais na configuração neutra. Os determinantes incluem demonstrativos, alguns elementos indexicais, bem como o determinante de definido. O artigo definido também é usado para a nominalização de constituintes não nominais.

#### Verbos
Grupos de verbos são linearizados em um padrão final. O auxiliar segue o verbo lexical e o verbo matriz segue o verbo incorporado. Com predicados não verbais, o auxiliar segue o elemento predicativo. Por exemplo:
Emberá Setentrional:
Ẽpẽrã-ra porekea b-ɯ-a.
pessoa-ABS ser gordo-PRS-DECL
‘O homem é gordo’

### Reduplicação
A reduplicação é muito produtiva e pode ser total ou parcial. É frequentemente usada para derivação de adjetivos e verbos. Os verbos formados por reduplicação têm uma interpretação iterativa ou durativa. A reduplicação é usada para diminuir a intensidade de verbos e adjetivos. 
| p’ãwãrã ‘azul’    | → | p’ãwã~p’ãwãrã ‘azul esverdeado’ |
| ip’ida ‘(to) rir’ | → | ip’ida~ip’ida ‘sorrir’          |
| pía ‘bom’         | → | pi~ʔia ‘muito bom’              |

### Nasalização
Nas línguas Chocó, a característica nasal está presente por todo o morfema nasal, afetando vogais, sonorantes e obstrutores de voz. Em Emberá Setentrional, a nasalização regressiva é relatada apenas em alguns falantes. O domínio da nasalização é bloqueado por obstruentes sem voz, bem como pelos múltiplos vibrantes / r /.

### Número
O número está marcado nos substantivos e verbos. O singular é geralmente desmarcado, enquanto o plural é abertamente marcado. Dentro da frase substantiva, o plural está marcado na raiz, que é um substantivo ou um pronome. O plural nominal é codificado pelo morfema -rã em Emberá. O sufixo plural é altamente integrado à inflexão verbal, de modo que sua forma depende do tempo; Exemplo: -ta 'PL' no presente / habitual e -da 'PL' no pretérito.

### Tempo
Emberá Setentrional e Katio fazem uma distinção clara (distância temporal imediata versus não especificada) naqueles tempos em que o ponto do tempo do evento não coincide com o ponto do tempo da fala (passado e futuro). Por exemplo: wã-toko-a (vá -IMM_PST-DECL) 'acabou de sair' vs. wã-podo-a (go-IMM_FUT-DECL) 'está prestes a sair'

## Exemplos de palavras
| Palavras     | Katio  | Embera Darien |  | Palavras        | Katio   | Embera Darien |
| ------------ | ------ | ------------- |  | --------------- | ------- | ------------- |
| Coração      | So     | So            |  | Rio             | Do      | Do            |
| Canal do rio | Dodú   | Do nerả       |  |                 |         |               |
| Pessoa       | Ẽbẽrả  | Ẽpẽrɑ̃         |  | Terra fofa      | Sosoá   | Susúa         |
| Genro        | Wigú   | Wigu          |  | Casa            | De      | De            |
| Mulher       | Wḗrɑ̃   | Wḗrɑ̃          |  | Assento         | Buge    | Ãpugé         |
| Marido       | Kĥimá  | Kĥimá         |  | Lençol          | Buɾubá  | Poɾoɓá        |
| Esposa       | Kĥimá  | Kĥimá         |  | Cão             | Usá     | Usá           |
| Pai          | Zéze   | Zeza          |  | Macaco cebus    | Amisurá | Misurrá       |
| Mãe          | Pĥápĥa | Pĥápĥa        |  | Gambá           | Bosãi   | Posải         |
| Água         | Bánia  | Báido         |  | Palmeira Chonta | Meme'   | Memé          |

## Números
|        | Katio   | Embera Darien |
| ------ | ------- | ------------- |
| OUm    | Ába     | Aɓá           |
| Dois   | Umé     | Umé           |
| Três   | Ũbéa    | Õpeá          |
| Quatro | Kĥimárẽ | Kĥimárẽ       |
| Cinco  | Wesomá  | Huesomá       |

## Amostra de texto
Pai Nosso
Dairã Zeza bajãne ɓʉ, jũmarãba bʉra wayaɗida panʉa. Daiba quĩrĩã panʉa bʉra jũmarã Boro bai carea isabe zeida. Quĩrĩã panʉa bʉa quĩrĩã ɓʉra naʉ̃ ẽjũãnebemarãba oɗida, bajãnebemarãba obada quĩrãca. Coɗira ewariza daia diadua. Dairãba cadjirua opeɗaɗara quĩrãdoadua, dairã biẽ́ obʉdara daiba quĩrãdoabada quĩrãca. Dairãra cadjiruaɗe idu ɓaebirãdua, ãtebʉrʉ cadjiruaɗebemada ẽdrʉ ɓʉdua. Bʉa jũmarãda poya ɓʉa, bʉra dji ʉɓʉara ɓʉa idjaɓa ewariza dji dromaara ɓʉa.